# Kofi Anyidoho
Kofi Anyidoho (nascido em 1947) é um poeta e acadêmico ganês de uma família de poetas e cantores jejes. Ele foi educado em Gana e nos E.U.A, ganhando o seu doutoramento na Universidade do Texas. Atualmente é professor de Literatura na Universidade de Gana.